# Namai ba rahis gomhor
Namai ba rahis gomhor (en dari نامه ای به رئیس جمهور, estrenada als Estats Units com A Letter to the President) és una pel·lícula dramàtica afganesa del 2017 dirigida per Roya Sadat. Fou seleccionada com a representant afganesa a l'Oscar a la millor pel·lícula de parla no anglesa als Premis Oscar de 2017, però finalment no va ser nominada.

## Trama
Soraya, una funcionari de baix nivell del govern afganès, és empresonada quan defensa una dona dels senyors del poble. Entre reixes, escriu al president afganès per demanar ajuda.

## Repartiment
- Leena Alam as Soraya
- Aziz Deldar as Behzad

## Nominacions i premis
Entre d'altres fou nominada com a primera estrena asiàtica al Festival Internacional de Cinema de Busan i va guanyar el premi One Future al Festival de Cinema de Múnic També va rebre una menció especial a la Secció Discoveries de la VII edició de l'Asian Film Festival Barcelona.